# Order Świętego Księcia Łazarza

Król Piotr I z m.in. Orderem św. Łazarza

Order Świętego Księcia Łazarza (serb.-chorw. Orden Svetoga Kneza Lazara, Орден светог кнеза Лазара) lub Order Księcia Łazarza (serb.-chorw. Orden Kneza Lazara) – najwyższy order Królestwa Serbii i Królestwa Jugosławii, przysługujący tylko królowi i następcy tronu (prijestolonasljednikowi).

## Historia
Order został ustanowiony 28 czerwca 1889 przez drugiego króla Serbii z dynastii Obrenowiciów Aleksandra I na pamiątkę bitwy na Kosowym Polu w jej pięćsetną rocznicę i poświęcony świętemu księciu Łazarzowi Hrebeljanoviciowi, który postradał życie w tej bitwie. Order istniał tylko w dwóch egzemplarzach i był noszony przez króla, który go nakładał w dzień koronacji, oraz (od 1903) następcę tronu, który otrzymywał go w dzień swych 18. urodzin.
Po obaleniu monarchii Obrenowiciów w 1903 order został przejęty przez nową dynastię Karadziordziewiciów i był do 1945 jednym z insygniów władzy królewskiej w Serbii i Jugosławii, a następnie do 2010 był prywatnym orderem domowym Karadziordziewiciów.
Nie należy go mylić z zakonem rycerskim o tej samej nazwie, ani włoskim Orderem Świętych Maurycego i Łazarza.

## Wygląd insygniów
Order nie posiadał wstęgi ani gwiazdy, a jedynie szalenie kosztowny łańcuch, naśladujący dawny styl klejnotów Bizancjum, składający się z 24 kwadratowych członów, na przemian plakietek z dwugłowym orłem serbskim i ze zbroją rycerską z nałożonymi na nią skrzyżowanymi mieczami. W środku łańcucha znajdowała się zawieszka oznaki orderu, dwie złote płytki z wygrawerowanymi datami: „1389” i „1889”, ukoronowane bizantyjską koroną cesarską. Oznaka orderu to dużych rozmiarów krzyż liliowy, z promieniami między ramionami i z figurą świętego kniazia w medalionie środkowym, emaliowany i wysadzany diamentami, szafirami, perłami i rubinami.

## Odznaczeni
Lista pełna (siedem osób)
1. Aleksander I Obrenowić, król Serbii
2. Piotr I Karadziordziewić, król Serbii
3. Jerzy Karadziordziewić, następca tronu Serbii do 1909
4. Aleksander I Karadziordziewić, król Jugosławii
5. Piotr II Karadziordziewić, ostatni król Jugosławii
6. Aleksander Karadziordziewić, ostatni następca tronu Jugosławii
7. Piotr Karadziordziewić (ur. 1980), najstarszy syn poprzedniego (od 5 lutego 1998)